# 沖縄トヨペット
沖縄トヨペット（おきなわとよぺっと）は、かつて存在した沖縄県を販売エリアとする、トヨペット店の自動車ディーラー。
2022年4月1日をもって、トヨタカローラ沖縄・ネッツトヨタ沖縄とともに沖縄トヨタ自動車に吸収合併・統合され、消滅した。
沖縄トヨペット設立前は、コロナマークII・コロナ・ハイエース・トヨエースを1979年9月まで沖縄トヨタで取り扱っていた。コルサについては設立後も沖縄トヨタでも取り扱っていた。また、沖縄県にはトヨタビスタ店が存在しなかったため、ビスタ店専売車種のうちレジアス・プロナード・レジアスエースを沖縄トヨペットで取り扱っていた。

## 沿革
- 1979年10月 - 沖縄トヨペット株式会社設立（沖縄トヨタ自動車より分離独立）
- 2022年4月1日 - 沖縄トヨタ自動車を存続会社とし、沖縄トヨペット・トヨタカローラ沖縄・ネッツトヨタ沖縄を吸収合併。